# Németbánya
Németbánya è un comune dell'Ungheria di 91 abitanti (dati 2001). È situato nella contea di Veszprém.